# Trégastel
Tregastell (en francès Trégastel) és un municipi de Bretanya, al departament francès de Costes del Nord. L'any 2006 tenia 2.377 habitants. El 31 de març de 2006 el consell municipal aprovà la carta Ya d'ar brezhoneg. A l'inici del curs 2007 el 20,7% dels alumnes del municipi eren matriculats a la primària bilingüe.

## Demografia
| Evolució de la població |      |      |      |      |       |      |       |       |
| 1793                    | 1800 | 1806 | 1821 | 1831 | 1836  | 1841 | 1846  | 1851  |
| 867                     | 659  | 709  | 862  | 944  | 1 011 | 985  | 1 031 | 1 113 |

| 1856  | 1861  | 1866  | 1872  | 1876  | 1881  | 1886  | 1891  | 1896  |
| ----- | ----- | ----- | ----- | ----- | ----- | ----- | ----- | ----- |
| 1 036 | 1 078 | 1 080 | 1 086 | 1 078 | 1 096 | 1 141 | 1 108 | 1 224 |

| 1901  | 1906  | 1911  | 1921  | 1926  | 1931  | 1936  | 1946  | 1954  |
| ----- | ----- | ----- | ----- | ----- | ----- | ----- | ----- | ----- |
| 1 250 | 1 361 | 1 286 | 1 320 | 1 467 | 1 398 | 1 449 | 1 521 | 1 687 |

| 1962  | 1968  | 1975  | 1982  | 1990  | 1999  | 2006 | 2011 | 2016 |
| ----- | ----- | ----- | ----- | ----- | ----- | ---- | ---- | ---- |
| 1 670 | 1 742 | 2 013 | 2 063 | 2 201 | 2 234 | -    | -    | -    |

| 2019 | - | - | - | - | - | - | - | - |
| ---- | - | - | - | - | - | - | - | - |
| -    | - | - | - | - | - | - | - | - |

## Administració
| Període   | Identitat                  | Partit        |
| --------- | -------------------------- | ------------- |
| 1995-1997 | Jean-Paul Méar             | Divers droite |
| 1997-2001 | Bernard Le Guern           | Divers gauche |
| 2001-2008 | Loïc Le Guillouzer         | Divers gauche |
| 2008-     | Xavier Martin-Le Chevalier |               |

## Agermanament
- Foz
- Koussané